# Persone di nome Anton
| Questa pagina contiene informazioni ricavate automaticamente dalle voci biografiche con l'ausilio del template Bio e di un bot. L'aggiornamento è periodico e automatico e ricostruisce completamente la pagina. Se manca una persona in questa lista, sei pregato di non aggiungerla, ma accertati piuttosto che la sua voce biografica contenga il template Bio e che i dati anagrafici siano correttamente compilati. Se il template Bio manca, inseriscilo tu stesso o, in alternativa, metti l'avviso {{tmp\|Bio}} che ne segnala la mancanza. Se i dati riportati sono sbagliati, correggi direttamente la voce biografica; le modifiche saranno visibili in questa lista entro pochi giorni. Per chiarimenti vedi il progetto antroponimi. La lista contiene solo le 470 persone che sono citate nell'enciclopedia e per le quali è stato implementato correttamente il template Bio. Pagina aggiornata al 6 ago 2025. |

Questa è una lista di persone presenti nell'enciclopedia che hanno il nome Anton, suddivise per attività principale.

## Agronomi(1)
- Anton Maria Fineschi, agronomo e giurista italiano (Siena, n. 1743 - Siena, † 1803)

## Allenatori di calcio(7)
- Tony Cargnelli, allenatore di calcio e calciatore austriaco (Vienna, n. 1889 - Torino, † 1974)
- Anton Janssen, allenatore di calcio e ex calciatore olandese (Tiel, n. 1963)
- Anton Malatinský, allenatore di calcio e calciatore cecoslovacco (Trnava, n. 1920 - Bratislava, † 1992)
- Anton Petrea, allenatore di calcio e ex calciatore rumeno (Brăila, n. 1975)
- Anton Pfeffer, allenatore di calcio e ex calciatore austriaco (Lilienfeld, n. 1965)
- Anton Žlogar, allenatore di calcio e ex calciatore sloveno (Isola, n. 1977)
- Anton Šoltís, allenatore di calcio e ex calciatore slovacco (Košice, n. 1976)

## Allenatori di pallacanestro(1)
- Anton Kartak, allenatore di pallacanestro e dirigente sportivo tedesco (Przemyśl, n. 1924 - † 2011)

## Allevatori(1)
- Anton Janša, allevatore e pittore sloveno (Breznica na Gorenjskem, n. 1734 - Vienna, † 1773)

## Alpinisti(1)
- Anton Steinmaier, alpinista austriaco (Goisern, n. 1881 - Goisern, † 1928)

## Altisti(1)
- Anton Bolinder, altista svedese (n. 1915 - † 2006)

## Ambasciatori(1)
- Anton Giulio II Brignole Sale, ambasciatore italiano (Genova, n. 1673 - Genova, † 1710)

## Ammiragli(5)
- Alexander Hansa, ammiraglio austriaco (Theresienstadt, n. 1863 - Vienna, † 1918)
- Anton Haus, ammiraglio austro-ungarico (Tolmino, n. 1851 - Pola, † 1917)
- Anton von Petz, ammiraglio austriaco (Venitze, n. 1819 - Trieste, † 1885)
- Anton Johan Wrangel il vecchio, ammiraglio svedese (Reval, n. 1679 - Stoccolma, † 1762)
- Anton Johan Wrangel il giovane, ammiraglio svedese (Stoccolma, n. 1724 - Karlskrona, † 1799)

## Antropologi(1)
- Anton Blok, antropologo olandese (Amsterdam, n. 1935 - Soest, † 2024)

## Arbitri di calcio(1)
- Anton Genov, arbitro di calcio bulgaro (Gabrovo, n. 1966)

## Architetti(2)
- Anton Erhard Martinelli, architetto austriaco (Vienna, n. 1684 - Vienna, † 1747)
- Anton Rosen, architetto danese (Horsens, n. 1859 - Copenaghen, † 1928)

## Arcivescovi cattolici(4)
- Anton Ludovico Antinori, arcivescovo cattolico, storico e epigrafista italiano (L'Aquila, n. 1704 - L'Aquila, † 1778)
- Anton Bal, arcivescovo cattolico papuano (Yuri, n. 1963)
- Anton Ernst von Schaffgotsch, arcivescovo cattolico boemo (Brno, n. 1804 - Brno, † 1870)
- Anton Stres, arcivescovo cattolico sloveno (Donačka Gora, n. 1942)

## Arcivescovi luterani(1)
- Anton Niklas Sundberg, arcivescovo luterano svedese (Uddevalla, n. 1818 - Uppsala, † 1900)

## Armatori(1)
- Anton Fredrik Klaveness, armatore norvegese (Sandefjord, n. 1903 - Bærum, † 1981)

## Artisti(1)
- Anton Pieck, artista olandese (Den Helder, n. 1895 - † 1987)

## Astronomi(3)
- Tom Gehrels, astronomo olandese (Haarlemmermeer, n. 1925 - Tucson, † 2011)
- Anton Pannekoek, astronomo, astrofisico e filosofo olandese (Vaassen, n. 1873 - Wageningen, † 1960)
- Anton Staus, astronomo tedesco (n. 1872 - † 1955)

## Atleti paralimpici(1)
- Anton Flavel, atleta paralimpico australiano (Narrogin, n. 1969)

## Attori(10)
- Toni Berger, attore tedesco (Monaco di Baviera, n. 1921 - Monaco di Baviera, † 2005)
- Anton Diffring, attore tedesco (Coblenza, n. 1918 - Châteauneuf-Grasse, † 1989)
- Anton Glanzelius, attore svedese (Copenaghen, n. 1974)
- Anton David Jeftha, attore, modello e conduttore televisivo sudafricano (Città del Capo, n. 1986)
- Anton Lesser, attore britannico (Birmingham, n. 1952)
- Anton Nouri, attore austriaco (Waidhofen an der Ybbs, n. 1975)
- Anton Phillips, attore britannico (n. 1943)
- Anton Pointner, attore austriaco (Salisburgo, n. 1894 - Hintersee, † 1949)
- Anton Forsdik, attore svedese (Stoccolma, n. 2001)
- Anton Yelchin, attore russo (Leningrado, n. 1989 - Los Angeles, † 2016)

## Attori teatrali(2)
- Anton Hasenhut, attore teatrale e comico austriaco (Petrovaradin, n. 1766 - Vienna, † 1841)
- Anton Milenin, attore teatrale e regista teatrale russo (Mosca, n. 1969)

## Banchieri(1)
- Anton Fugger, banchiere e mercante tedesco (Norimberga, n. 1493 - Augusta, † 1560)

## Bassi(1)
- Anton Schröfl, basso tedesco (Monaco di Baviera, n. 1774 - Monaco di Baviera, † 1846)

## Batteristi(1)
- Anton Fig, batterista statunitense (Città del Capo, n. 1952)

## Biatleti(4)
- Anton Babikov, biatleta russo (Ufa, n. 1991)
- Anton Dudčenko, biatleta ucraino (Sumy, n. 1996)
- Anton Smol'ski, biatleta bielorusso (Pjasočnoe, n. 1996)
- Anton Šipulin, ex biatleta russo (Tjumen', n. 1987)

## Bibliotecari(2)
- Anton Maria Borromeo, bibliotecario italiano (Padova, n. 1724 - Padova, † 1813)
- Anton Maria Zanetti, bibliotecario e critico d'arte italiano (Venezia, n. 1706 - Venezia, † 1778)

## Bobbisti(1)
- Anton Kaltenberger, bobbista austriaco (Vienna, n. 1904 - Gloggnitz, † 1979)

## Botanici(2)
- Anton Heimerl, botanico austriaco (Budapest, n. 1857 - Vienna, † 1943)
- Anton Kerner von Marilaun, botanico austriaco (Mautern an der Donau, n. 1831 - Vienna, † 1898)

## Canottieri(1)
- Anton Braun, canottiere tedesco (Berlino, n. 1990)

## Cantanti(5)
- Anton Ewald, cantante e ballerino svedese (Stoccolma, n. 1993)
- Anthony Monn, cantante, produttore discografico e compositore tedesco (n. 1944)
- Anton Newcombe, cantante e polistrumentista statunitense (Newport Beach, n. 1967)
- Anton Polster, cantante, allenatore di calcio e ex calciatore austriaco (Vienna, n. 1964)
- Wellboy, cantante ucraino (Hrun', n. 2000)

## Cantastorie(1)
- Anton Francesco Menchi, cantastorie e poeta italiano (Cucciano, n. 1762 - Firenze, † 1828)

## Cardinali(3)
- Anton Hubert Fischer, cardinale e arcivescovo cattolico tedesco (Jülich, n. 1840 - Bad Neuenahr-Ahrweiler, † 1912)
- Anton Josef Gruscha, cardinale e arcivescovo cattolico austriaco (Vienna, n. 1820 - Kirchberg am Wechsel, † 1911)
- Anton Maria Salviati, cardinale e vescovo italiano (Roma, n. 1537 - Roma, † 1602)

## Cartografi(1)
- Anton van den Wyngaerde, cartografo e disegnatore fiammingo (Anversa, n. 1525 - Madrid, † 1571)

## Cestisti(16)
- Anton Astapkovič, cestista bielorusso (Minsk, n. 1994)
- Anton Gavel, ex cestista e allenatore di pallacanestro slovacco (Košice, n. 1984)
- Anton Glazunov, cestista russo (Kujbyšev, n. 1986)
- Anton Grady, ex cestista statunitense (Cleveland, n. 1992)
- Anton Haralanov, ex cestista bulgaro (Dimitrovgrad, n. 1965)
- Toon van Helfteren, ex cestista e allenatore di pallacanestro olandese (Tilburg, n. 1951)
- Anton Judin, ex cestista e allenatore di pallacanestro russo (Volgograd, n. 1972)
- Anton Kuzov, cestista bulgaro (n. 1929)
- Anton Kvitkovskich, cestista russo (Iževsk, n. 2000)
- Anton Maresch, ex cestista austriaco (Graz, n. 1991)
- Anton Netolitzchi, cestista rumeno (n. 1958 - † 2021)
- Anton Ponkrašov, cestista russo (Leningrado, n. 1986)
- Anton Ponomarëv, ex cestista kazako (Kostanay, n. 1988)
- Anton Puškov, cestista russo (Surgut, n. 1988)
- Anton Shoutvin, cestista israeliano (Luhans'k, n. 1989)
- Anton Watson, cestista statunitense (Coeur d'Alene, n. 2000)

## Chimici(1)
- Anton Eduard van Arkel, chimico olandese ('s-Gravenzande, n. 1893 - Leida, † 1976)

## Ciclisti su strada(3)
- Orla Jørgensen, ciclista su strada danese (Gentofte, n. 1904 - Gentofte, † 1947)
- Anton Palzer, ciclista su strada tedesco (Berchtesgaden, n. 1993)
- Anton Vorob'ëv, ciclista su strada russo (Dmitrov, n. 1990)

## Clarinettisti(1)
- Anton Stadler, clarinettista austriaco (Bruck an der Leitha, n. 1753 - Vienna, † 1812)

## Compositori(7)
- Anton Cajetan Adlgasser, compositore e organista tedesco (Inzell, n. 1729 - Salisburgo, † 1777)
- Anton Stepanovič Arenskij, compositore e pianista russo (Velikij Novgorod, n. 1861 - Perkjärvi, † 1906)
- Anton Diabelli, compositore, pianista e editore musicale austriaco (Mattsee, n. 1781 - Vienna, † 1858)
- Anton Bernhard Fürstenau, compositore e flautista tedesco (Münster, n. 1792 - Dresda, † 1852)
- Anton Paulik, compositore e direttore d'orchestra austriaco (Bratislava, n. 1901 - Vienna, † 1975)
- Anton Grigor'evič Rubinštejn, compositore e pianista russo (Ofatinți, n. 1829 - Peterhof, † 1894)
- Anton Webern, compositore austriaco (Vienna, n. 1883 - Mittersill, † 1945)

## Conduttori televisivi(1)
- Anton Schaller, conduttore televisivo e politico svizzero (Nottwil, n. 1944)

## Cornisti(1)
- Anton Joseph Hampel, cornista e compositore tedesco (Praga, n. 1710 - Dresda, † 1771)

## Cosmonauti(1)
- Anton Nikolaevič Škaplerov, cosmonauta russo (Sebastopoli, n. 1972)

## Danzatori(1)
- Anton Dolin, ballerino e coreografo britannico (Slinfold, n. 1904 - Parigi, † 1983)

## Designer(1)
- Anton Hofer, designer austriaco (Bolzano, n. 1888 - Bolzano, † 1979)

## Diplomatici(6)
- Anton von Cetto, diplomatico, giurista e nobile tedesco (Zweibrücken, n. 1756 - Monaco di Baviera, † 1847)
- Anton Wilhelm von Cetto, diplomatico e nobile tedesco (Vienna, n. 1835 - Roma, † 1906)
- Anton Franz Lamberg-Sprintzenstein, diplomatico e collezionista d'arte austriaco (Vienna, n. 1740 - Vienna, † 1822)
- Anton von Prokesch-Osten, diplomatico, politico e numismatico austriaco (Graz, n. 1795 - Vienna, † 1876)
- Anton Vajno, diplomatico e politico russo (Tallinn, n. 1972)
- Anton von Wolkenstein-Trostburg, diplomatico austro-ungarico (Brunnersdorf, n. 1832 - Valsugana, † 1913)

## Direttori d'orchestra(2)
- Anton Guadagno, direttore d'orchestra italiano (Castellammare del Golfo, n. 1923 - Vienna, † 2002)
- Anton Seidl, direttore d'orchestra ungherese (Budapest, n. 1850 - New York, † 1898)

## Dirigenti sportivi(1)
- Toni Innauer, dirigente sportivo austriaco (Bezau, n. 1958)

## Disc jockey(2)
- Tony Igy, disc jockey russo (Kamensk-Šachtinskij, n. 1985)
- Zedd, disc jockey, produttore discografico e musicista russo (Saratov, n. 1989)

## Doppiatori(1)
- Anton Giulio Castagna, doppiatore, direttore del doppiaggio e dialoghista italiano (Molise - Roma, † 2021)

## Drammaturghi(1)
- Anton Tomaž Linhart, drammaturgo e storico sloveno (Radovljica, n. 1756 - Lubiana, † 1795)

## Entomologi(1)
- Anton Ausserer, entomologo e aracnologo austriaco (Bolzano, n. 1843 - Graz, † 1899)

## Filologi(1)
- Anton Baumstark, filologo classico tedesco (Sinzheim, n. 1800 - Friburgo in Brisgovia, † 1876)

## Filosofi(3)
- Anton Wilhelm Amo, filosofo ghanese (Axim, n. 1703 - Shama, † 1759)
- Anton Günther, filosofo austriaco (Cvikov, n. 1783 - † 1863)
- Anton Marty, filosofo svizzero (Svitto, n. 1847 - Praga, † 1914)

## Fisici(4)
- Anton Appunn, fisico e organista tedesco (Hanau, n. 1839 - Hanau, † 1909)
- Anton Brugmans, fisico olandese (Hantum, n. 1732 - Groninga, † 1789)
- Anton Oberbeck, fisico tedesco (Berlino, n. 1846 - † 1900)
- Anton Zeilinger, fisico austriaco (Ried im Innkreis, n. 1945)

## Fondisti(1)
- Anton Gafarov, ex fondista russo (Chanty-Mansijsk, n. 1987)

## Fotografi(1)
- Anton Corbijn, fotografo e regista olandese (Strijen, n. 1955)

## Generali(13)
- Anton Joseph von Brentano-Cimaroli, generale italiano (Genova, n. 1741 - Francoforte sul Meno, † 1793)
- Anton Csorich von Monte Creto, generale austriaco (Mahićno, n. 1795 - Dornbach, † 1864)
- Anton Ivanovič Denikin, generale russo (Włocławek, n. 1872 - Ann Arbor, † 1947)
- Anton Dostler, generale tedesco (Monaco di Baviera, n. 1891 - Aversa, † 1945)
- Anton Grasser, generale tedesco (Bossendorf, n. 1891 - Stoccarda, † 1976)
- Anton Wilhelm von L'Estocq, generale prussiano (Celle, n. 1738 - Berlino, † 1815)
- Anton Reichard von Mauchenheim und Bechtoldsheim, generale tedesco (Würzburg, n. 1896 - Würzburg, † 1961)
- Anton Mayer von Heldenfeld, generale austriaco (Praga, n. 1764 - Verona, † 1842)
- Anton Schiesser, generale austro-ungarico (Schenkenfelden, n. 1863 - Innsbruck, † 1926)
- Anton von Schönfeld, generale austriaco (Praga, n. 1827 - Vienna, † 1898)
- Anton Tus, generale croato (Bribir, n. 1931 - Zagabria, † 2023)
- Anton von Zach, generale austriaco (Pest, n. 1747 - Graz, † 1826)
- Anton Egorovič Zal'ca, generale e nobile russo (Luga, n. 1843 - San Pietroburgo, † 1916)

## Gesuiti(5)
- Anton Anderledy, gesuita svizzero (Berisal, n. 1819 - Fiesole, † 1892)
- Anton Kašutnik, gesuita e scrittore sloveno (Tarvisio, n. 1688 - Trnava, † 1745)
- Anton Korošec, gesuita e politico sloveno (Sveti Jurij ob Ščavnici, n. 1872 - Belgrado, † 1940)
- Anton Luli, gesuita albanese (Lohjë, n. 1910 - Roma, † 1998)
- Anton Sepp, gesuita italiano (Caldaro sulla Strada del Vino, n. 1655 - San José, † 1733)

## Ginnasti(4)
- Anton Fokin, ginnasta uzbeko (Tashkent, n. 1982)
- Anton Golocuckov, ginnasta russo (Seversk, n. 1985)
- Anton Heida, ginnasta statunitense (Praga, n. 1878)
- Anton Malej, ginnasta jugoslavo (Savica, n. 1907 - Lussemburgo, † 1930)

## Giocatori di calcio a 5(2)
- Anton Biloro, ex giocatore di calcio a 5 olandese (Geleen, n. 1969)
- Anton Sokolov, giocatore di calcio a 5 russo (Kačkanar, n. 1999)

## Giocatori di curling(1)
- Toni Müller, giocatore di curling svizzero (n. 1984)

## Giocatori di football americano(4)
- Anton Blomgren, giocatore di football americano svedese
- Anton Harrison, giocatore di football americano statunitense (Washington, n. 2002)
- Anton Jallai, giocatore di football americano svedese (Stoccolma, n. 2001)
- Anton Palepoi, giocatore di football americano samoano americano (n. 1978)

## Giornalisti(1)
- Anton Balasingham, giornalista e traduttore singalese (Batticaloa, n. 1938 - Londra, † 2006)

## Giuristi(4)
- Anton Hering, giurista tedesco (n. 1550 - † 1610)
- Anton Matthäus II, giurista tedesco (Herborn, n. 1601 - Utrecht, † 1654)
- Anton Menger, giurista e economista austriaco (Maniów, n. 1841 - Roma, † 1906)
- Anton Friedrich Justus Thibaut, giurista tedesco (Hameln, n. 1772 - Heidelberg, † 1840)

## Grecisti(1)
- Anton Maria Salvini, grecista italiano (Firenze, n. 1653 - Firenze, † 1729)

## Hockeisti su ghiaccio(8)
- Anton Belov, hockeista su ghiaccio russo (Rjazan', n. 1986)
- Anton Bernard, ex hockeista su ghiaccio italiano (Bolzano, n. 1989)
- Anton Chudobin, hockeista su ghiaccio russo (Öskemen, n. 1986)
- Anton Kehle, hockeista su ghiaccio tedesco (Füssen, n. 1947 - Füssen, † 1997)
- Anton Kur'janov, hockeista su ghiaccio russo (Ust-Kamenogorsk, n. 1983)
- Toni Morosani, hockeista su ghiaccio svizzero (Davos, n. 1907 - Davos, † 1993)
- Anton Strålman, hockeista su ghiaccio svedese (n. 1986)
- Anton Volčenkov, hockeista su ghiaccio russo (Mosca, n. 1982)

## Imprenditori(1)
- Anton Philips, imprenditore olandese (Zaltbommel, n. 1874 - Eindhoven, † 1951)

## Incisori(3)
- Anton Eisenhoit, incisore, orafo e medaglista tedesco (Warburg, n. 1554 - Warburg, † 1603)
- Anton Francesco Lucini, incisore e disegnatore italiano (Firenze, n. 1610 - Firenze)
- Anton Maria Zanetti, incisore, critico d'arte e mercante d'arte italiano (Venezia, n. 1680 - Venezia, † 1767)

## Ingegneri(2)
- Anton Flettner, ingegnere aeronautico e inventore tedesco (Eddersheim, n. 1885 - New York, † 1961)
- Anton Mussert, ingegnere e politico olandese (Werkendam, n. 1894 - L'Aia, † 1946)

## Letterati(2)
- Antonio Maria Ambrogi, letterato e latinista italiano (Firenze, n. 1713 - Roma, † 1788)
- Anton Francesco Doni, letterato, editore e traduttore italiano (Firenze, n. 1513 - Monselice, † 1574)

## Linguisti(1)
- Anton Popovič, linguista cecoslovacco (Prešov, n. 1933 - Bratislava, † 1984)

## Lunghisti(1)
- Toni Breder, lunghista e dirigente sportivo tedesco (Saarlouis, n. 1925 - Saarbrücken, † 1989)

## Medici(5)
- Anton Francesco Bertini, medico italiano (Castelfiorentino, n. 1658 - Firenze, † 1726)
- Anton Deusing, medico, matematico e astronomo tedesco (Moers, n. 1612 - Groninga, † 1666)
- Anton Friedrich Hohl, medico tedesco (Bad Lobenstein, n. 1789 - † 1862)
- Anton Ludwig Ernst Horn, medico e psichiatra tedesco (Braunschweig, n. 1774 - Berlino, † 1848)
- Anton de Haen, medico olandese (L'Aia, n. 1704 - † 1776)

## Mercenari(1)
- Anton Elizarov, mercenario e criminale di guerra russo (Rostov, n. 1981)

## Militari(4)
- Anton Galler, militare austriaco (Marktl, n. 1915 - Dénia, † 1995)
- Anton Schmid, militare austriaco (Vienna, n. 1900 - Vilnius, † 1942)
- Anton Thumann, militare tedesco (Pfaffenhofen an der Ilm, n. 1912 - Hameln, † 1946)
- Anton Gundakar von Starhemberg, militare e nobile austriaco (Brno, n. 1776 - Bergheim, † 1842)

## Musicisti(2)
- Anton Karas, musicista austriaco (Vienna, n. 1906 - † 1985)
- Anton Felix Schindler, musicista e direttore d'orchestra austriaco (Meedl, n. 1795 - Bockenheim, † 1864)

## Nobili(6)
- Anton Graf von Arco auf Valley, nobile, terrorista e assassino tedesco (Sankt Martin im Innkreis, n. 1897 - Salisburgo, † 1945)
- Anton Galeazzo Bentivoglio, nobile e condottiero italiano (Bologna - Bologna, † 1435)
- Antonio Maria Cadolini, nobile e cardinale italiano (Ancona, n. 1771 - Ancona, † 1851)
- Anton Giorgio Clerici, nobile, generale e mecenate italiano (Milano, n. 1715 - Milano, † 1768)
- Anton Karl von Salm-Reifferscheidt, nobile, politico e militare austriaco (Vienna, n. 1720 - Laeken, † 1769)
- Anton Corfitz Ulfeldt, nobile, diplomatico e politico austriaco (Brașov, n. 1699 - Vienna, † 1769)

## Nuotatori(2)
- Anton Tymofeev, nuotatore artistico ucraino (n. 1988)
- Anton Čupkov, nuotatore russo (Mosca, n. 1997)

## Orafi(1)
- Anton Koberger, orafo e tipografo tedesco (Norimberga - Norimberga, † 1503)

## Organisti(2)
- Anton Heiller, organista, compositore e direttore d'orchestra austriaco (Vienna, n. 1923 - Vienna, † 1979)
- Anton Teyber, organista e compositore austriaco (Vienna, n. 1756 - Vienna, † 1822)

## Orientalisti(1)
- Anton Spitaler, orientalista tedesco (Monaco di Baviera, n. 1910 - Traunreut, † 2003)

## Ornitologi(1)
- Anton Reichenow, ornitologo tedesco (Charlottenburg, n. 1874 - Amburgo, † 1941)

## Ottici(1)
- Antoni van Leeuwenhoek, ottico e naturalista olandese (Delft, n. 1632 - Delft, † 1723)

## Pallamanisti(1)
- Anton Perwein, pallamanista austriaco (Vienna, n. 1911 - † 1981)

## Pallanuotisti(2)
- Ton Buunk, ex pallanuotista olandese (Amsterdam, n. 1952)
- Anton Kunz, pallanuotista austriaco (n. 1915 - † 2010)

## Pallavolisti(1)
- Anton Brehme, pallavolista tedesco (Lipsia, n. 1999)

## Patologi(2)
- Anton Ghon, patologo e batteriologo austriaco (Villaco, n. 1866 - Praga, † 1936)
- Anton Weichselbaum, patologo e batteriologo austriaco (Langenlois, n. 1845 - Schiltern, † 1920)

## Pattinatori artistici su ghiaccio(1)
- Anton Sicharulidze, ex pattinatore artistico su ghiaccio russo (Leningrado, n. 1976)

## Pedagogisti(1)
- Anton Semenovyč Makarenko, pedagogista e educatore sovietico (Bilopillja, n. 1888 - Mosca, † 1939)

## Pesisti(1)
- Anton Ljuboslavskij, pesista russo (Irkutsk, n. 1984)

## Piloti automobilistici(1)
- Toni Ulmen, pilota automobilistico tedesco (Düsseldorf, n. 1906 - Düsseldorf, † 1976)

## Piloti di rally(1)
- Anton Alén, pilota di rally finlandese (Helsinki, n. 1983)

## Piloti motociclistici(1)
- Anton Mang, pilota motociclistico tedesco (Inning am Ammersee, n. 1949)

## Pionieri dell'aviazione(1)
- Anthony Fokker, pioniere dell'aviazione e imprenditore olandese (Kediri, n. 1890 - New York, † 1939)

## Pistard(3)
- Anton Höhne, pistard tedesco (Cottbus, n. 2000)
- Anton Tkáč, pistard cecoslovacco (Lozorno, n. 1951 - Bratislava, † 2022)
- Anton Šantyr', ex pistard russo (Budapest, n. 1974)

## Pittori(26)
- Anton Altmann, pittore austriaco (Vienna, n. 1808 - Vienna, † 1871)
- Anton Giulio Ambrosini, pittore italiano (Modena, n. 1918 - Venezia, † 1994)
- Anton Ažbe, pittore sloveno (Dolenčice, n. 1862 - Monaco di Baviera, † 1905)
- Anton Francesco Biondi, pittore italiano (Milano, n. 1735 - Milano, † 1805)
- Anton Cebej, pittore sloveno (Aidussina, n. 1722 - † 1774)
- Anton Sebastian Fasal, pittore austriaco (Vienna, n. 1899 - † 1943)
- Anton Domenico Gabbiani, pittore italiano (Firenze, n. 1652 - † 1726)
- Anton Maria Garbi, pittore italiano (Tuoro sul Trasimeno, n. 1718 - Perugia, † 1797)
- Anton Domenico Giarrè, pittore italiano (Firenze - † 1762)
- Anton Goubau, pittore fiammingo (Anversa, n. 1616 - Anversa, † 1698)
- Anton Graff, pittore svizzero (Winterthur, n. 1736 - Dresda, † 1813)
- Anton Hansch, pittore austriaco (Vienna, n. 1813 - Salisburgo, † 1876)
- Anton Hickel, pittore austriaco (Česká Lípa, n. 1745 - Amburgo, † 1798)
- Anton Jasusch, pittore slovacco (Košice, n. 1882 - Košice, † 1965)
- Anton Kolig, pittore austriaco (Nový Jičín, n. 1886 - Nötsch im Gailtal, † 1950)
- Anton Losenko, pittore ucraina (Hlukhiv, n. 1737 - Sanpietroburgo, † 1773)
- Anton von Maron, pittore austriaco (Vienna, n. 1733 - Roma, † 1808)
- Anton Mauve, pittore olandese (Zaandam, n. 1838 - Arnhem, † 1888)
- Anton Raphael Mengs, pittore, storico dell'arte e critico d'arte tedesco (Aussig, n. 1728 - Roma, † 1779)
- Zoran Mušič, pittore e incisore sloveno (Boccavizza, n. 1909 - Venezia, † 2005)
- Anton Möller, pittore tedesco (Königsberg, n. 1563 - Danzica, † 1611)
- Anton Maria Piola, pittore italiano (Genova, n. 1654 - † 1715)
- Anton Sminck van Pitloo, pittore olandese (Arnhem, n. 1790 - Napoli, † 1837)
- Anton Joseph von Prenner, pittore e disegnatore austriaco (Vienna, n. 1698 - Vienna, † 1761)
- Anton von Werner, pittore tedesco (Francoforte sull'Oder, n. 1843 - Berlino, † 1915)
- Anton Woensam von Worms, pittore e incisore tedesco (Worms - Colonia, † 1541)

## Poeti(8)
- Anton Filippo Adami, poeta italiano (Livorno, n. 1720 - Firenze, † 1770)
- Anton Aškerc, poeta e presbitero sloveno (Rimske Toplice, n. 1856 - Lubiana, † 1912)
- Anton Antonovič Del'vig, poeta russo (Mosca, n. 1798 - San Pietroburgo, † 1831)
- Anton Francesco Grazzini, poeta, scrittore e commediografo italiano (Firenze, n. 1505 - Firenze, † 1584)
- Anton Maria Narducci, poeta e giurista italiano (Perugia)
- Antonio Francesco Raineri, poeta italiano (Milano)
- Anton Sommer, poeta tedesco (Rudolstadt, n. 1816 - Turingia, † 1888)
- Anastasius Grün, poeta e politico austriaco (Lubiana, n. 1806 - Graz, † 1876)

## Politici(25)
- Anton Alichanov, politico russo (Sukhumi, n. 1986)
- Anton Anton, politico e ingegnere rumeno (Timișoara, n. 1949)
- Anton Giulio Barrili, politico, scrittore e letterato italiano (Savona, n. 1836 - Carcare, † 1908)
- Anton Buttigieg, politico e poeta maltese (Qala, n. 1912 - Qala, † 1983)
- Anton Dante Coda, politico italiano (Biella, n. 1899 - Torino, † 1959)
- Anton von Doblhoff-Dier, politico austriaco (Gorizia, n. 1800 - Vienna, † 1872)
- Anton Dorfmeister, politico austriaco (Henndorf, n. 1912 - Celje, † 1945)
- Anton Drexler, politico tedesco (Monaco di Baviera, n. 1884 - Monaco di Baviera, † 1942)
- Anton Erkelenz, politico tedesco (Neuss, n. 1878 - Berlino, † 1945)
- Anton Reinhard Falck, politico olandese (Utrecht, n. 1777 - Bruxelles, † 1832)
- Anton Franzen, politico tedesco (Schleswig, n. 1896 - Kiel, † 1968)
- Anton Heraščenko, politico e giornalista ucraino (Charkiv, n. 1979)
- Anton Jugov, politico bulgaro (Polykastro, n. 1914 - Sofia, † 1991)
- Anton Kasipović, politico bosniaco (Banja Luka, n. 1956)
- Anton Ervandovič Kočinjan, politico sovietico (Erevan, n. 1913 - Erevan, † 1989)
- Anton Lubowski, politico namibiano (Lüderitz, n. 1952 - Windhoek, † 1989)
- Anton Friedrich Mittrowsky von Mittrowitz und Nemischl, politico e nobile boemo (Brno, n. 1770 - Vienna, † 1842)
- Anton Poljakov, politico ucraino (Černihiv, n. 1987 - Kiev, † 2021)
- Anton Reinthaller, politico austriaco (Mettmach, n. 1895 - Innviertel, † 1958)
- Anton Rop, politico sloveno (Lubiana, n. 1960)
- Anton Saefkow, politico tedesco (Berlino, n. 1903 - Brandeburgo sulla Havel, † 1944)
- Anton von Schmerling, politico austriaco (Vienna, n. 1805 - † 1893)
- Anton Siluanov, politico e economista russo (Mosca, n. 1963)
- Anton Ukmar, politico e partigiano italiano (Prosecco, n. 1900 - Capodistria, † 1978)
- Anton von Winzor, politico austriaco (n. 1844 - Vienna, † 1910)

## Predicatori(1)
- Anton Uran, predicatore e operaio austriaco (Techelsberg am Wörther See, n. 1920 - Brandeburgo sulla Havel, † 1943)

## Presbiteri(8)
- Anton Bernolák, presbitero e linguista slovacco (Slanica, n. 1762 - Nové Zámky, † 1813)
- Anton Bodem, presbitero e teologo ceco (Aš, n. 1925 - Penzberg, † 2007)
- Anton Maria Borga, presbitero e letterato italiano (Locarno, n. 1723 - Venezia, † 1768)
- Anton Czerwinski, presbitero polacco (Biłgoraj, n. 1881 - Vladikavkaz, † 1938)
- Anton Docher, presbitero e missionario francese (Le Crest, n. 1852 - Albuquerque, † 1928)
- Anton Lazzaro Moro, presbitero e naturalista italiano (San Vito al Tagliamento, n. 1687 - San Vito al Tagliamento, † 1764)
- Anton Maria Schwartz, presbitero austriaco (Baden, n. 1852 - Vienna, † 1929)
- Anton von Wolszlegier, presbitero e politico tedesco (Schönfeld - Konitz, † 1922)

## Principi(1)
- Anton Fugger von Babenhausen, principe e politico tedesco (Babenhausen, n. 1800 - Babenhausen, † 1836)

## Produttori cinematografici(1)
- Anton Gino Domeneghini, produttore cinematografico e regista italiano (Darfo Boario Terme, n. 1897 - Milano, † 1966)

## Psichiatri(1)
- Anton Delbrück, psichiatra tedesco (Halle, n. 1862 - Kirchzarten, † 1944)

## Pugili(1)
- Anton Josipović, ex pugile jugoslavo (n. 1961)

## Registi(2)
- Anton Giulio Bragaglia, regista, critico cinematografico e saggista italiano (Frosinone, n. 1890 - Roma, † 1960)
- Anton Giulio Majano, regista e sceneggiatore italiano (Chieti, n. 1912 - Marino, † 1994)

## Religiosi(2)
- Anton Giulio Brignole Sale, religioso, scrittore e diplomatico italiano (Genova, n. 1605 - Genova, † 1662)
- Anton Harapi, religioso, politico e scrittore albanese (Shiroka, n. 1888 - Tirana, † 1946)

## Rugbisti a 15(3)
- Anton Leonard, ex rugbista a 15 e allenatore di rugby a 15 sudafricano (Durban, n. 1974)
- Anton Lienert-Brown, rugbista a 15 neozelandese (Christchurch, n. 1995)
- Anton Oliver, ex rugbista a 15 neozelandese (Invercargill, n. 1975)

## Saltatori con gli sci(2)
- Anton Kaliničenko, ex saltatore con gli sci russo (Kemerovo, n. 1982)
- Anton Korčuk, saltatore con gli sci ucraino (n. 2004)

## Scacchisti(5)
- Anton Aleksandrovič Demčenko, scacchista russo (Novosibirsk, n. 1987)
- Anton Korobov, scacchista ucraino (Kemerovo, n. 1985)
- Anton Kovalyov, scacchista canadese (Charkiv, n. 1992)
- Anton Mario Lanza, scacchista italiano (Palermo, n. 1899 - Milano, † 1964)
- Anton Smirnov, scacchista australiano (Canberra, n. 2001)

## Scenografi(1)
- Anton Grot, scenografo polacco (Kielbasin, n. 1884 - Stanton, † 1974)

## Schermidori(1)
- Anton Avdeev, schermidore russo (Voskresensk, n. 1986)

## Sciatori alpini(9)
- Anton Dorner, ex sciatore alpino austriaco (n. 1950)
- Anton Grammel, sciatore alpino tedesco (Friedrichshafen, n. 1998)
- Anton Gstatter, ex sciatore alpino tedesco (n. 1969)
- Anton Lahdenperä, ex sciatore alpino svedese (Gällivare, n. 1985)
- Anton Lindebner, ex sciatore alpino tedesco (n. 1991)
- Toni Sailer, sciatore alpino, allenatore di sci alpino e attore austriaco (Kitzbühel, n. 1935 - Innsbruck, † 2009)
- Anton Seelos, sciatore alpino austriaco (n. 1911 - † 2006)
- Anton Steiner, ex sciatore alpino austriaco (Lienz, n. 1958)
- Anton Tremmel, sciatore alpino tedesco (n. 1994)

## Sciatori freestyle(1)
- Anton Kušnir, sciatore freestyle bielorusso (n. 1984)

## Scrittori(10)
- Anton Bossi Fedrigotti, scrittore e diplomatico austriaco (Innsbruck, n. 1901 - Pfaffenhofen an der Ilm, † 1990)
- Anton Francesco Filippini, scrittore e poeta italiano (San Nicolao, n. 1908 - Oriolo Romano, † 1985)
- Anton Gill, scrittore britannico (Ilford, n. 1948)
- A. H. Tammsaare, scrittore estone (Albu, n. 1878 - Tallinn, † 1940)
- Anton Maria Lamberti, scrittore e poeta italiano (Venezia, n. 1757 - Belluno, † 1832)
- Anton Giulio Mancino, scrittore e critico cinematografico italiano (Bari, n. 1968)
- Anton Pann, scrittore e musicista rumeno (Sliven, n. 1794 - Bucarest, † 1854)
- Anton Vodnik, scrittore sloveno (Podutik, n. 1901 - Lubiana, † 1965)
- Anton von Mailly, scrittore, etnologo e storico austriaco (Gorizia, n. 1874 - Vienna, † 1950)
- Anton Čechov, scrittore e drammaturgo russo (Taganrog, n. 1860 - Badenweiler, † 1904)

## Scultori(8)
- Anton Dorazil, scultore boemo (Praga - Grüssau, † 1759)
- Anton Dominik von Fernkorn, scultore austriaco (Erfurt, n. 1813 - Vienna, † 1878)
- Anton Hanak, scultore austriaco (Brünn, n. 1875 - Vienna, † 1934)
- Anton Maria Maragliano, scultore italiano (Genova, n. 1664 - Genova, † 1739)
- Anton Domenico Parodi, scultore italiano (Genova - Genova)
- Anton Pevsner, scultore francese (Orël, n. 1886 - Parigi, † 1962)
- Anton Pilgram, scultore e architetto boemo (Brno, n. 1460 - Vienna, † 1515)
- Anton Sturm, scultore austriaco (Faggen, n. 1690 - Füssen, † 1757)

## Slittinisti(5)
- Anton Blasbichler, slittinista italiano (Bressanone, n. 1972)
- Anton Dukač, slittinista ucraino (Leopoli, n. 1995)
- Anton Salvesen, slittinista norvegese (n. 1927 - † 1994)
- Anton Wembacher, slittinista tedesco occidentale (Berchtesgaden, n. 1955)
- Anton Winkler, slittinista tedesco occidentale (Bischofswiesen, n. 1954 - Berchtesgaden, † 2016)

## Snowboarder(2)
- Anton Lindfors, snowboarder finlandese (Porvoo, n. 1991)
- Anton Mamaev, snowboarder russo (Ekaterinburg, n. 1997)

## Sollevatori(5)
- The Great Antonio, sollevatore, wrestler e attore jugoslavo (Zagabria, n. 1925 - Montréal, † 2003)
- Anton Kodžabašev, ex sollevatore bulgaro (Burgas, n. 1959)
- Anton Pliesnoi, sollevatore ucraino (Dnipro, n. 1996)
- Anton Richter, sollevatore austriaco (Vienna, n. 1911 - Vienna, † 1989)
- Anton Zwerina, sollevatore austriaco (n. 1900 - † 1973)

## Storici(2)
- Anton Augustín Baník, storico, filosofo e filologo slovacco (Valaská, n. 1900 - Martin, † 1978)
- Anton Fahne, storico e scrittore tedesco (Münster, n. 1805 - Düsseldorf, † 1883)

## Tenori(3)
- Anton Dermota, tenore sloveno (Kropa, n. 1910 - Vienna, † 1989)
- Anton Haizinger, tenore e cantante lirico austriaco (Wilfersdorf, n. 1796 - Karlsruhe, † 1869)
- Anton Raaff, tenore tedesco (Gelsdorf, n. 1714 - Monaco di Baviera, † 1797)

## Teologi(1)
- Anton Friedrich Ludwig Pelt, teologo tedesco (Ratisbona, n. 1799 - Kemnitz, † 1861)

## Trombettisti(1)
- Anton Weidinger, trombettista austriaco (Vienna, n. 1766 - Vienna, † 1852)

## Tuffatori(3)
- Anton Down-Jenkins, tuffatore neozelandese (Wellington, n. 1999)
- Anton Knoll, tuffatore austriaco (Vienna, n. 2004)
- Anton Zacharov, tuffatore ucraino (Zaporižžja, n. 1986)

## Umanisti(1)
- Anton Maria Visdomini, umanista e letterato italiano (Arcola)

## Velocisti(1)
- Anton Kokorin, velocista russo (Tashkent, n. 1987)

## Vescovi cattolici(7)
- Anton Coșa, vescovo cattolico rumeno (Faraoani, n. 1961)
- Anton Durcovici, vescovo cattolico e beato austriaco (Bad Deutsch-Altenburg, n. 1888 - Sighetu Marmației, † 1951)
- Anton Ignaz von Fugger-Glött, vescovo cattolico austriaco (Innsbruck, n. 1711 - Ratisbona, † 1787)
- Anton Hänggi, vescovo cattolico svizzero (Nunningen, n. 1917 - Friburgo, † 1994)
- Anton Martin Slomšek, vescovo cattolico e beato sloveno (Slom, n. 1800 - Maribor, † 1862)
- Anton Aloys Wolf, vescovo cattolico sloveno (Idria, n. 1782 - Lubiana, † 1859)
- Anton Wolfradt, vescovo cattolico austriaco (Colonia, n. 1582 - Vienna, † 1639)

## Vescovi ortodossi(1)
- Antonio I, vescovo ortodosso georgiano (n. 1719 - † 1788)

## Violinisti(2)
- Anton Ferdinand Titz, violinista e compositore tedesco (Norimberga, n. 1742 - San Pietroburgo, † 1810)
- Anton Witek, violinista boemo (Žatec, n. 1872 - † 1933)

## Senza attività specificata(5)
- Walter Freud, ingegnere chimico austriaco (Vienna, n. 1921 - Oxted, † 2004)
- Anton Francesco Gori, italiano (Firenze, n. 1691 - Firenze, † 1757)
- Anton Julen, sciatore di pattuglia militare svizzero (Zermatt, n. 1898 - Zermatt, † 1982)
- Anton Tomaschek, austriaco (Straßnitz, n. 1806 - Vienna, † 1857)
- Anton Unterkofler, ex snowboarder austriaco (Schwarzach im Pongau, n. 1983)